# باشگاه ورزشی سیتیزن
باشگاه ورزشی سیتیزن که به اختصار با نام سیتیزن یا تی‌سی‌ای‌ای شناخته می‌شود، یک باشگاه ورزشی در هنگ کنگ است. تیم فوتبال آن در حال حاضر در لیگ دسته اول هنگ کنگ رقابت می‌کند. این باشگاه سابقه طولانی در بازی در سطح اول هنگ کنگ دارد، اما پس از امتناع از شرکت در لیگ برتر تازه تأسیس هنگ کنگ، در فصل ۱۴–۲۰۱۳ تصمیم به سقوط گرفت.